# Paradiadelia bispinosa
Paradiadelia bispinosa là một loài bọ cánh cứng trong họ Cerambycidae.